# Thomas Weber (Politiker, 1967)

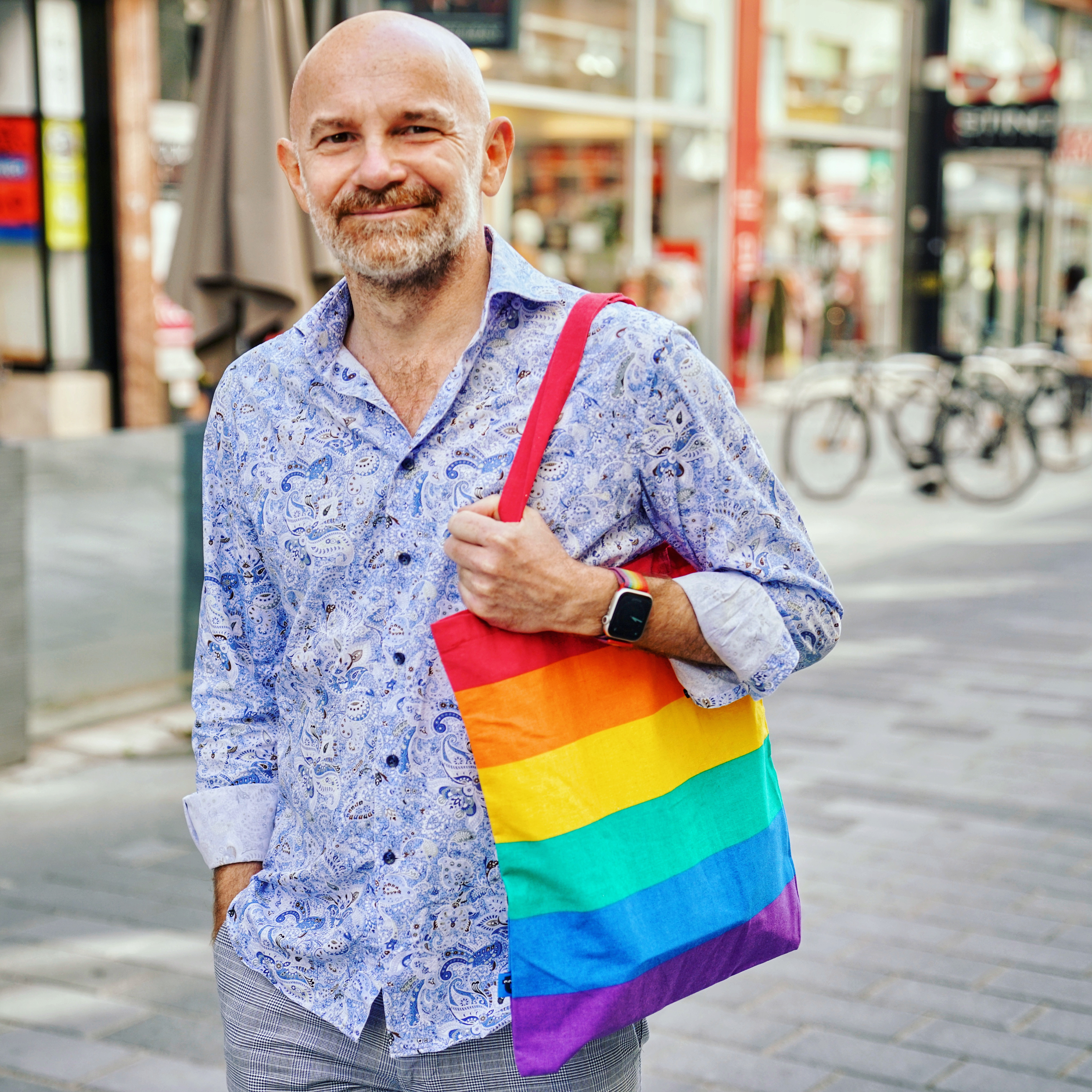
Thomas Weber (2021)

Thomas Weber (* 11. September 1967 in Wien) ist ein österreichischer Politiker (NEOS). Von 2015 bis September 2018 war er Landesgeschäftsführer von NEOS Wien. Am 27. September 2018 wurde er als Abgeordneter zum Wiener Landtag und Mitglied des Wiener Gemeinderates angelobt.

## Leben
Thomas Weber war von 1999 bis 2015 als Information Officer in einem IT-Unternehmen tätig. Seit 2013 engagiert er sich bei NEOS und war Landeskoordinator, Leiter der Themengruppe Netzpolitik, Organisator der monatlichen LGBTI-Arbeitstreffen sowie Bezirkskoordinator im zehnten Wiener Gemeindebezirk Favoriten. Von 2015 bis September 2018 fungierte er als NEOS Wien Landesgeschäftsführer, wo er für die Organisation und den Organisationsaufbau verantwortlich zeichnete. Zu seinem Nachfolger als Landesgeschäftsführer wurde Philipp Kern bestellt.
Am 27. September 2018 wurde er in der 20. Wahlperiode als Abgeordneter zum Wiener Landtag und Gemeinderat angelobt, wo er für die Bereiche Petitionen und Bürgerbeteiligung, Wohnen, LGBTIQ, Europa und Internationales sowie für Kultur zuständig ist. Er folgte damit Beate Meinl-Reisinger nach, die in den Nationalrat wechselt.
Bei der Landtags- und Gemeinderatswahl in Wien 2020 kandidierte er auf dem achten Listenplatz. In der 21. Wahlperiode ist er für LGBTIQ*, Demokratie, Menschenrechte, Kultur und Bürgerbeteiligung zuständig.
2023 wurde er NEOS-Bezirkssprecher in Wien-Mariahilf.
Bei der Landtags- und Gemeinderatswahl in Wien 2025 kandidierte er ebenfalls auf dem achten Listenplatz. In der 22. Wahlperiode ist er für LGBTIQ*, Demokratie, Menschenrechte, und Kultur und Bürgerbeteiligung zuständig.